# Firm
Firm je priimek v Sloveniji, ki ga je po podatkih Statističnega urada Republike Slovenije na dan 1. januarja 2010  uporabljalo 111 oseb in je med vsemi priimki po pogostosti uporabe uvrščen na 3.979. mesto.

## Znani nosilci priimka
- Miro Firm, politik, bivši poslanec Državnega zbora Republike Slovenije
- Stane Firm, športni delavec
- Vlado Firm, pisatelj